# Łachy
Łachy – jezioro w starorzeczu rzeki Wisła, w woj. mazowieckim, w powiecie lipskim, w gminie Solec nad Wisłą, w miejscowości Kępa Piotrowińska, ok. 2 km od ujścia rzeki Kamienna.